# New York Five

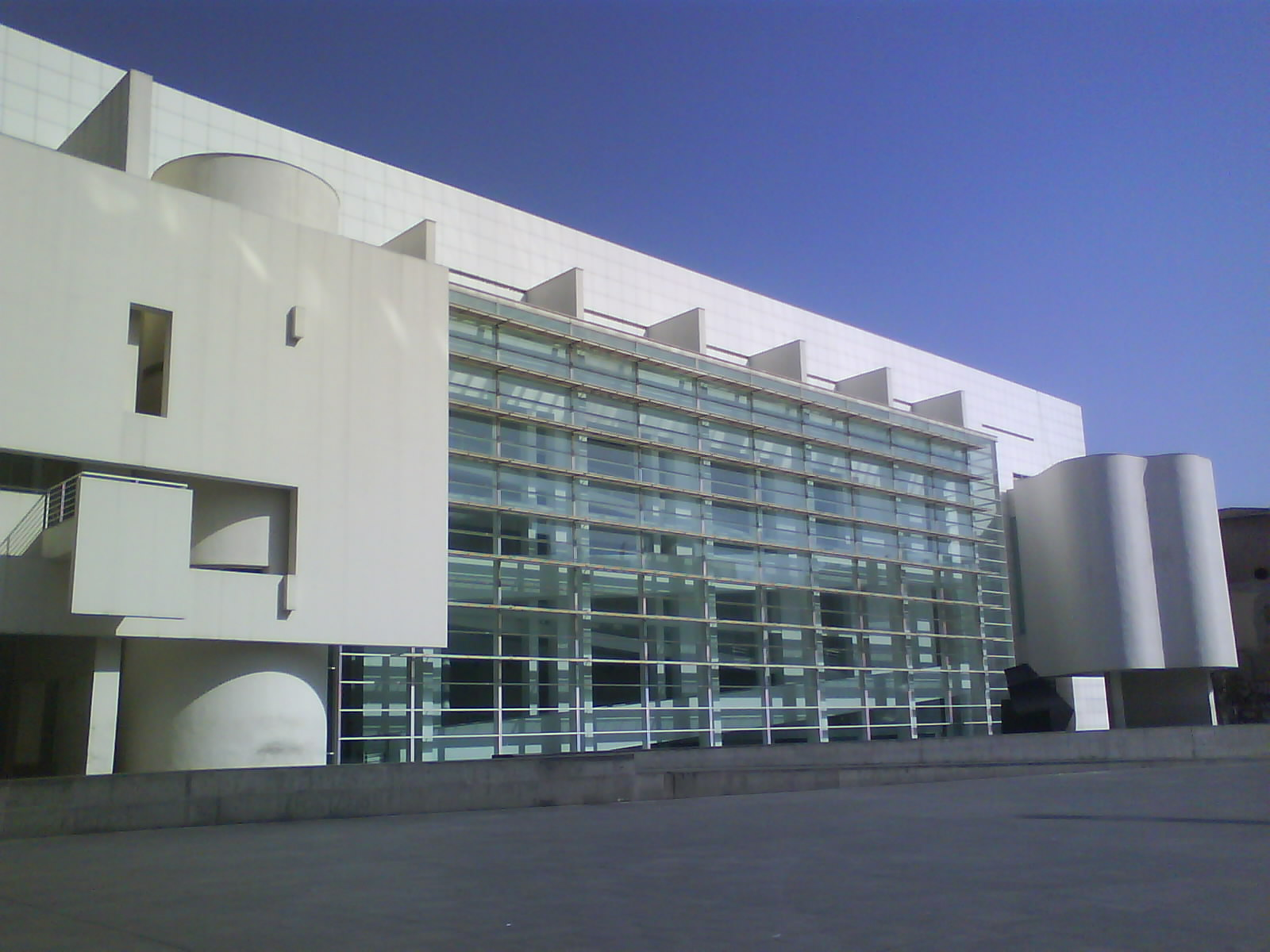
Zářivá sobota v Macbě

New York Five je skupina pěti architektů z New York City (Peter Eisenman, Michael Graves, Charles Gwathmey, John Hejduk a Richard Meier), jejichž práce se objevily na výstavě v Muzeu moderního umění organizované Arthurem Drexlerem v roce 1967, a také v následné knize Pět architektů z roku 1972.
Tato pětka byla věrná čistým formám architektonického modernismu a věnovala pozornost práci Le Corbusiera z 20. a 30. let 20. století, ačkoliv při hlubším zkoumání je vidět, že jejich práce byla mnohem více individuální. Skupina možná měla co do činění s věrností akademickým a sociálním vrstvám, především učitelské roli Philipa Johnsona.
Show znamenala pokárání ve vydání Architektonického fora z roku 1973 skupinou esejí nazvaných "Pět na pět", jejichž autory byli architekti Romaldo Giurgola, Allan Greenberg, Charles Moore, Jaquelin Robertson a Robert A. M. Stern. Tato pětka, známá jako "Šedí", atakovali "Bílé" tím, že tato záliba v čisté moderní estetice končí v nepostavitelných budovách, které nezapadaly do prostředí, nehodily se k jejich uživatelům a byli odděleny od běžného denního života. Tito "Šedí" byli v jedné řadě s architektem z Philadelphie Robertem Venturim a měli velký zájem o lidovou architekturu a raný postmodernismus.
John Hejduk byl původně pedagog a zemřel v roce 2000. Zbývající čtyři z Newyorské pětky vytvářeli rozdílná díla a popírali jakýkoliv pokračující vzájemný vztah. Graves miloval postmodernismus. Eisenman omezil své dílo na obrazy a modely architektonických designů v tištěných médiích, ačkoliv se z něho stal architekt nejvíce spojený s dekonstruktivismem. Meierovy budovy zůstávají věrné moderní estetice a Corbusierovým formám. Také Gwathmey zůstal věrný modernistickému stylu, ačkoliv jeho čistota zjemňována realitou větších firemních a veřejných zakázek.